# Rettenbach am Auerberg
Rettenbach am Auerberg, Rettenbach a.Auerberg – miejscowość i gmina w południowych Niemczech, w kraju związkowym Bawaria, w rejencji Szwabia, w regionie Allgäu, w powiecie Ostallgäu, wchodzi w skład wspólnoty administracyjnej Stötten am Auerberg. Leży w Allgäu, około 10 km na wschód od Marktoberdorfu.

## Polityka
Wójtem gminy jest Wilhelm Fischer, rada gminy składa się z 8 osób.
|      | Dorfgemeinschaft | Razem |
| 2008 | 8                | 8     |
| 2002 | 8                | 8     |